# Karl Schellenberg

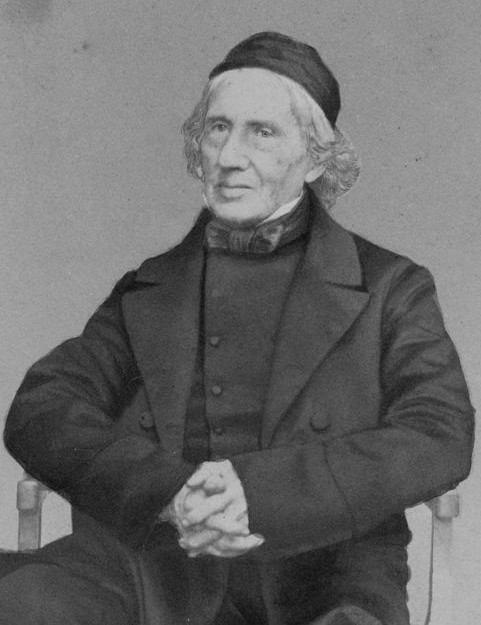
Karl Philipp Salomo Schellenberg, Stadtarchiv Wiesbaden

Karl Philipp Salomo Schellenberg (* 22. November 1775 in Dinglingen; † 28. November 1859 in Wiesbaden) war ein deutscher Pfarrer und Rektor. Er gründete im Jahr 1806 die Friedrichsschule in Wiesbaden.
In den folgenden Jahren verfasste er drei Abhandlungen im Themenzusammenhang mit der Friedrichsschule, die bei J. H. Frey bzw. seinem Onkel Ludwig Schellenberg gedruckt wurden.

## Leben
Karl Schellenberg war der Sohn des Pfarrers und Rektors der Wiesbadener Lateinschule, Johann Georg Schellenberg (* 1729 in Altweilnau; † 1797 in Altenheim). Sein Vater war Stammvater des Altenheimer Hauptasts der weit verzweigten Familie Schellenberg. Seine Mutter war Auguste Charlotte Salz (* 1745 in Nordenstadt; † 1797 in Altenheim).
Schellenberg besuchte seit dem Jahr 1790 das Gymnasium in Darmstadt, um zwischen 1796 und 1799 in Heidelberg und Jena, Theologie und Pädagogik zu studieren. Im Jahr 1800 war er Rektor der Wiesbadener Lateinschule. Das Rektoramt war verbunden mit dem des Pfarrvikars der Stadtkirche und im Kriminalgefängnis in Wiesbaden, außerdem mit dem des Pfarrers in Klarenthal.
Im Auftrag Johann Daniel Karl Bickels sollte Schellenberg im Jahr 1804 den Plan einer Töchterschule entwerfen. Im November 1805 eröffnete eine Privattöchterschule nach seinen Entwürfen, im Oktober des Folgejahres die kurz darauf die sogenannte Friedrichsschule, benannt nach dem Herzog von Nassau, Friedrich August. Im Jahr 1817 wurde die Friedrichsschule nach Verordnung in Pädagogium umbenannt, Schellenberg blieb für ein weiteres Jahr ihr Rektor.
Im Jahr 1818 wurde Schellenberg Pfarrer in Bierstadt bis zu seiner Pensionierung im Jahr 1848.

## Familie
Schellenberg war zweimal verheiratet: im Jahr 1807 in Bierstadt heiratete er Luise Graef (* 1788 in Wallertheim; † 1821 in Bierstadt). Fünf Kinder wurden in Wiesbaden geboren. Im Jahr 1822 heiratete Schellenberg als Witwer Anna Dorothea Sitzius (* 1798 in Kreuznach; † 1870 in Marburg a. d. L.), die ihm weitere vier, in Bierstadt geborene Kinder zubrachte. (Zu seiner Nachkommenschaft vergleiche: Bierstadter Ast)

## Schriften
- Über die Mitwirkung der Aeltern zur sittlich-religiösen Bildung ihrer den öffentlichen Schulen anvertrauten Kinder. 1813. Ludwig Schellenberg. (Volltext)
- Von einigen Beförderungsmitteln des öffentlichen Unterrichts und der Erziehung. 1818. Ludwig Schellenberg. (Volltext)
- Kurze vorläufige Nachricht von der gegenwärtigen Einrichtung der Friedrichsschule zu Wiesbaden, mit welcher die Eltern und Freunde unserer Schuljugend zu der am 17. April 1809 zu haltenden Prüfung ehrerbietigst einladet. 1809. J. H. Frey